# Marty Balin
Marty Balin (pseudonimul lui Martyn Jerel Buchwald; n. 30 ianuarie 1942, Cincinnati, Ohio, SUA – d. 27 septembrie 2018, Tampa, Florida, SUA) a fost un muzician american. Este cunoscut ca fiind fondatorul și unul dintre vocaliștii trupei de rock psihedelic Jefferson Airplane.

## Discografie

### Albume de studio
- Balin (11 mai 1981)
- Lucky (11 februarie 1983)
- There's No Shoulder EP (1983)
- Better Generation (1991)
- Freedom Flight (1997)
- Marty Balin Greatest Hits (1999)
- Marty Balin 2003 (2003)
- Nashville Sessions (2008)
- Nothin' 2 Lose (2009)
- Time for Every Season (2009)

### Compilații
- Balince (1990)
- Wish I Were (1995)
- The Aviator - Lost Treasures (2005)